# Campania din Guadalcanal
Bătălia de la Guadalcanal, nume de cod Operation Watchtower (Operațiunea Turnul de Veghe) în cadrul forțelor aliate, s-a desfășurat între 7 august 1942 și 9 februarie 1943 în zona Insulei Guadalcanal și a făcut parte din teatrul de operațiuni din Pacific al Celui de Al Doilea Război mondial. Această campanie militară a fost aprig disputată pe uscat, pe mare și în aer și a fost prima ofensivă majoră lansată de forțele aliate împotriva Imperiului Japonez.
La 7 august 1942, forțele aliate, predominant americane, au inițiat debarcări pe insulele Guadalcanal, Tulagi, și Florida (Nggela Sule) din Insulele Solomon cu scopul de a împiedica utilizarea lor de japonezi ca baze pentru a amenința rutele de aprovizionare dintre SUA, Australia și Noua Zeelandă. Aliații intenționau să utilizeze Guadalcanal și Tulagi ca baze ale unei campanii de a ocupa sau neutraliza marea bază japoneză de la Rabaul de pe New Britain. Aliații au depășit numeric pe japonezi, care ocupaseră insulele din mai 1942 și au capturat Tulagi și Florida, precum și un aerodrom (ulterior denumit Henderson Field) care era în construcție pe Guadalcanal.
Surprinși de ofensiva aliată, japonezii au efectuat între august și noiembrie 1942 câteva tentative de a recupera Henderson Field. Trei bătălii terestre majore, cinci mari bătălii navale, și bătălii aeriene continue și aproape zilnice au culminat cu Bătălia Navală de la Guadalcanal de la începutul lunii noiembrie 1942, în care s-a făcut ultima tentativă japoneză eșuată de a debarca suficienți soldați pentru a reocupa Henderson Field. În decembrie 1942, japonezii au renunțat să mai încerce să recâștige Guadalcanal și au evacuat restul forțelor la 7 februarie 1943.
Campania de la Guadalcanal a fost o victorie strategică importantă a forțelor aliate împotriva japonezilor pe teatrul din Pacific. Japonezii ajunseseră la apogeul cuceririlor lor în Pacific, iar Guadalcanal a reprezentat trecerea Aliaților de la operațiunile defensive la o ofensivă strategică pe acest teatru de operațiuni, ofensivă ce a avut ca rezultat capitularea Japoniei la sfârșitul războiului.

## Context
La 7 decembrie 1941, forțele japoneze au atacat flota americană la Pearl Harbor, Hawaii. Atacul a avariat grav mare parte din navele de război ale SUA și a dus la intrarea celor două țări în război. Scopurile inițiale ale liderilor japonezi erau neutralizarea marinei americane, preluarea controlul zonelor bogate în resurse naturale și crearea de baze militare strategice pentru apărarea imperiului Japoniei din Asia și Pacific. Pentru îndeplinirea acestor scopuri, armatele japoneze au ocupat Filipinele, Tailanda, Malaya, Singapore, Indiile Orientale Olandeze, Insula Wake, Insula Gilbert, New Britain și Guam. Împreună cu SUA în război erau și restul Puterilor Aliate, dintre care mai multe, printre care Regatul Unit, Australia și Olanda, fuseseră și ele atacate de Japonia.

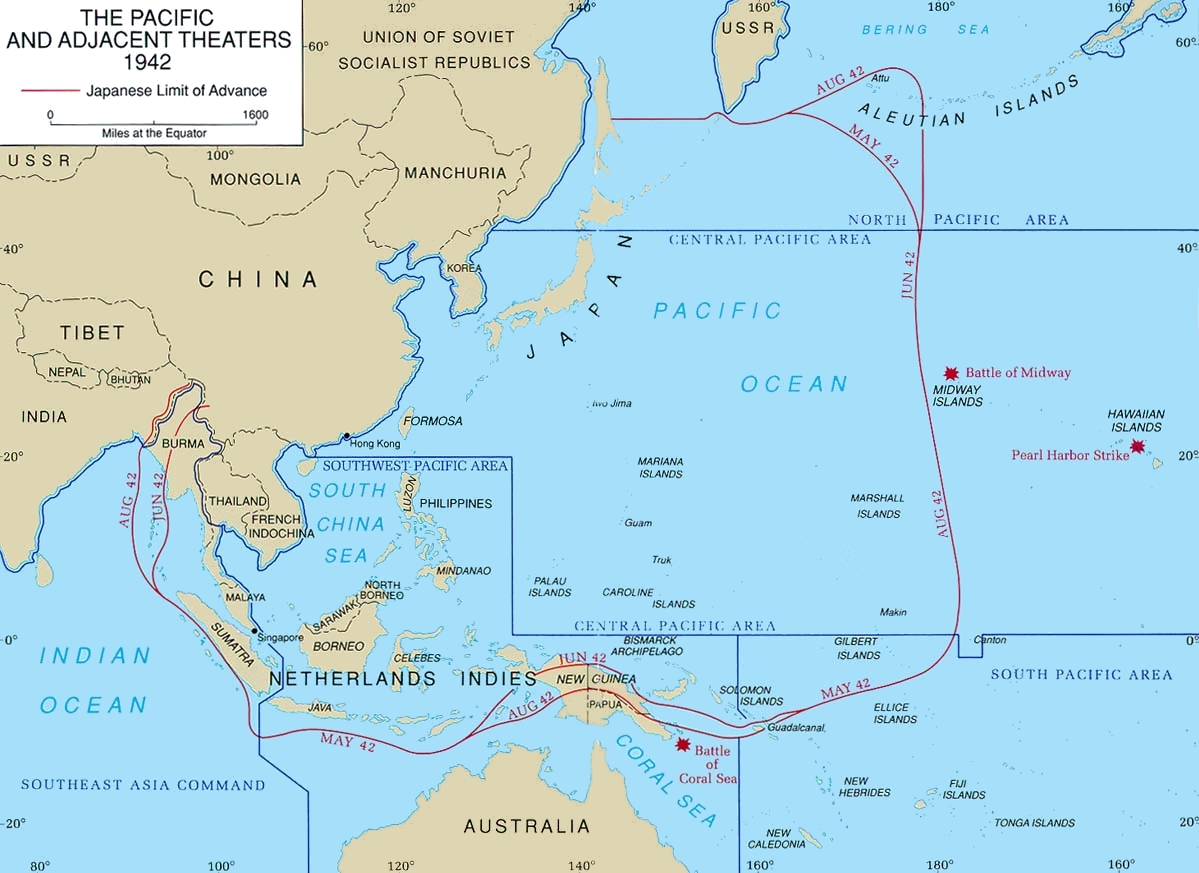
Controlul japonez asupra zonei vestice a Pacificului între lunile mai şi august 1942. Guadalcanal se află în partea centrală a hărţii, puţin spre sud-est.

Două tentative ale japonezilor de a păstra inițiativa strategică și de a-și extinde perimetrul defensiv în Pacificul sudic și central au fost oprite după bătăliile navale din Marea Coralilor și respectiv de la Midway. Midway a fost nu doar prima victorie majoră a Aliaților împotriva japonezilor până atunci neînvinși, dar a și redus semnificativ capabilitățile ofensive ale flotei de portavioane a Japoniei. Până în acel moment, Aliații fuseseră în defensivă în Pacific, dar aceste victorii strategice le-au furnizat o ocazie de a prelua inițiativa strategică.
Aliații au ales ca prim obiectiv Insulele Solomon (protectorat britanic), și anume insulele din zona sudică a arhipelagului: Guadalcanal, Tulagi și Florida. Marina Japoneză ocupase Tulagi în mai 1942 și construise o bază de avioane maritime în apropiere. Îngrijorările Aliaților au fost amplificate când, la începutul lui iulie 1942, marina Japoniei a început să construiască un aerodrom mare la Lunga Point de pe Guadalcanal. Până în august 1942, japonezii aveau aproximativ 900 de soldați ai marinei pe Tulagi și pe insulele apropiate și 2800 de oameni (din care 2200 erau specialiști în construcții coreeni și japonezi) pe Guadalcanal. Aceste baze, când aveau să fie terminate, urmau să protejeze baza importantă de la Rabaul, să amenințe liniile de aprovizionare și comunicație ale Aliaților și să reprezinte zona de pregătire a unei ofensive înspre Fiji, Noua Caledonie și Samoa (Operațiunea FS). Japonezii intenționau să aducă 45 avioane de vânătoare și 60 de bombardiere pe Guadalcanal după terminarea aerodromului. Aceste avioane aveau să furnizeze suport aerian pentru forțele navale japoneze ce avansau înspre Pacificul sudic.
Planul Aliaților de a invada Solomonul de sud a fost conceput de amiralul american Ernest King, comandant al Flotei Statelor Unite. El a propus ofensiva pentru a împiedica utilizarea de către japonezi a insulelor ca baze pentru amenințarea rutelor de aprovizionare dintre Statele Unite și Australia. Cu consimțământul tacit al lui Roosevelt, King a susținut și invazia Guadalcanalului. Când generalul american George C. Marshall s-a opus acestei strategii, și a întrebat cine va comanda operațiunea, King a spus că Marina cu pușcașii săi va efectua singură această operațiune și i-a cerut amiralului Chester Nimitz să înceapă pregătirile. King a câștigat disputa și invazia a mers înainte cu susținerea Statului Major.
Campania Guadalcanal avea să fie dusă în conjuncție cu o ofensivă aliată în Noua Guinee sub comanda lui Douglas MacArthur, pentru capturarea Insulelor Amiralității și a Arhipelagului Bismarck, inclusiv baza japoneză de la Rabaul. Scopul final era recucerirea de către americani a Filipinelor. Statul Major american a creat teatrul de operațiuni Pacificul de Sud, cu viceamiralul Robert L. Ghormley la comandă în ziua de 19 iunie 1942, pentru a conduce ofensiva din Solomon. Amiralul Chester Nimitz, care avea baza la Pearl Harbor, a fost desemnat comandant al forțelor Aliate pentru forțele din Pacific.

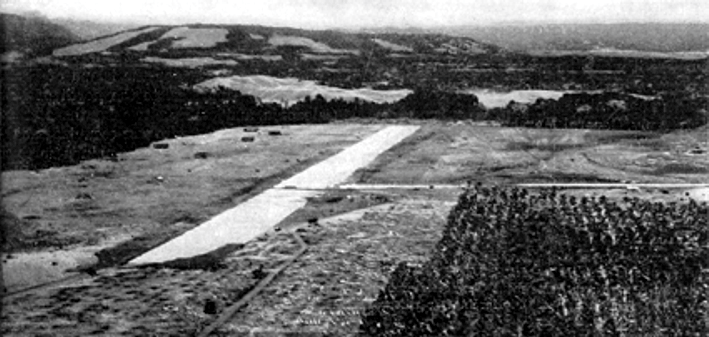
Aerodromul de la Lunga Point de pe Guadalcanal în construcţie cu sclavi coreeni în iulie 1942.

În pregătirea viitoarei ofensive în Pacific din mai 1942, generalul american de Marină Alexander Vandegrift a primit ordinul să își deplaseze Divizia I Marină din Statele Unite în Noua Zeelandă. Alte unități Aliate terestre, navale și aeriene au fost trimise să-și facă baze în Fiji, Samoa, Noile Hebride și Noua Caledonie. Espiritu Santo, Noile Hebride, a fost ales drept cartier general și principală bază a ofensivei, ce a primit numele de cod Operațiunea Turnul de Veghe (în engleză Operation Watchtower), ea urmând să demareze la 7 august 1942. La început, ofensiva Aliaților țintea doar Tulagi și Insulele Santa Cruz, Guadalcanal fiind omisă. După ce avioanele de recunoaștere ale Aliaților au descoperit șantierul japonez de pe Guadalcanal, la plan s-a adăugat și capturarea acestei insule, la operațiunea din Santa Cruz renunțându-se (în cele din urmă). Japonezii știau, din interceptarea comunicațiilor, despre mișcarea pe scară largă a bunurilor Aliaților în zona Pacificului de Sud, dar au crezut că Aliații întăreau Australia și poate Port Moresby din Noua Guinee.
Forțele Turnului de Veghe, numărând 75 de nave de război și transportoare (inclusiv vase din SUA și Australia), s-au adunat lângă Fiji pe 26 iulie 1942, și au exersat o debarcare înainte de a pleca spre Guadalcanal la 31 iulie. Comandantul de pe teren al forței expediționare a Aliaților a fost viceamiralul american Frank Fletcher (la comanda navei USS Saratoga). La comanda forțelor de amfibii era contramiralul american Richmond K. Turner. Vandegrift a condus 16.000 de infanteriști (mai ales pușcași marini) Aliați pregătiți pentru debarcări.

## Primele operațiuni

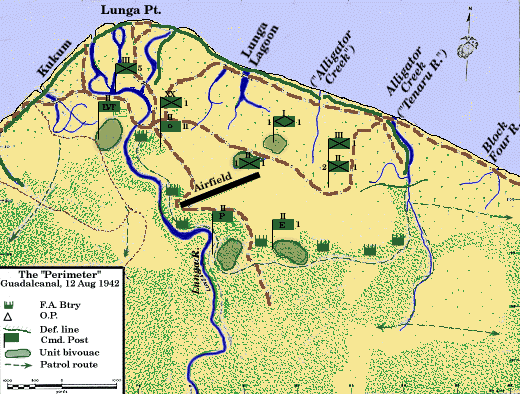
Primele structuri defensive americane în jurul aerodromului la Lunga Point, Guadalcanal, 12 august 1942

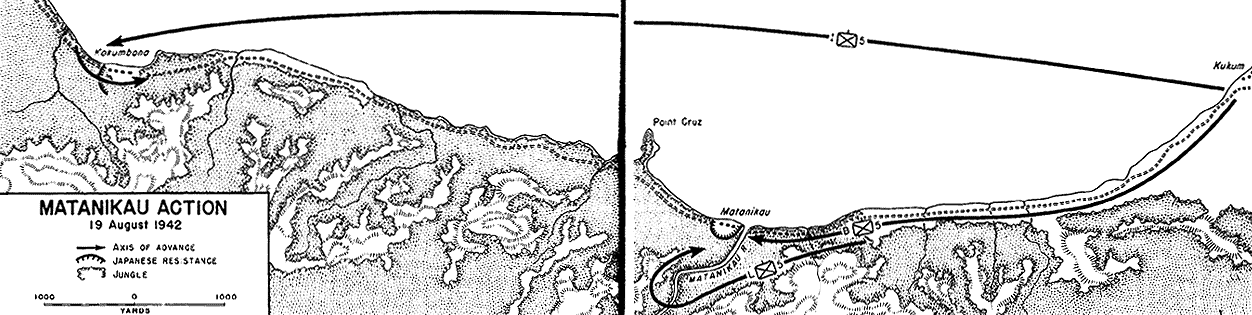
Grafic al atacurilor puşcaşilor marini americani la vest de râul Matanikau la 19 august.

Cei 11.000 de pușcași marini de la Guadalcanal s-au concentrat la început pe formarea unui perimetru defensiv flexibil în jurul Lunga Pointului și în jurul aerodromului, pe mutarea proviziilor debarcate în acest perimetru și pe terminarea aerodromului. După patru zile de eforturi susținute, proviziile au fost mutate de pe plaja unde se făcuse debarcarea în mai multe puncte din cadrul perimetrului. Lucrările la aerodrom au început imediat, mai ales cu echipament japonez capturat. La 12 august, aerodromul a fost botezat Henderson Field după un aviator al Marinei SUA, Lofton R. Henderson care a murit în Bătălia de la Midway. Până la 18 august, aerodromul era operațional. Transportoarele descărcaseră hrană pentru cinci zile, care, adunată cu proviziile japoneze capturate, le-a dat americanilor hrană pentru 14 zile. Pentru a economisi provizii, soldaților li s-au dat doar două mese pe zi. Curând după debarcare, în rândul armatelor aliate a izbucnit o epidemie de dizenterie, unul din cinci pușcași marini fiind bolnav la jumătatea lui august. Bolile tropicale au afectat forța de luptă de ambele părți în timpul întregii campanii. Deși unii dintre muncitorii coreeni s-au predat pușcașilor marini, mare parte din restul japonezilor și coreenilor rămași s-au strâns la vest de perimetrul Lunga de pe malul estic al râului Matanikau și au trăit hrănindu-se cu nuci cocos. La Taivu Point, la 35 km est de perimetrul Lunga, se afla și un avanpost naval japonez. La 8 august, un distrugător japonez din Rabaul a livrat 113 soldați pentru a întări poziția Matanikau.
În seara de 12 august, o patrulă americană de 25 de oameni, sub conducerea locotenent-colonelului Frank Goettge și formată mai ales din militari din serviciile de informații, au acostat cu varca la vest de perimetrul Lunga, între Point Cruz și râul Matanikau, într-o misiune de recunoaștere cu obiectivul secundar de a contacta un grup de militari japonezi despre care americanii credeau că este dispus să se predea. Curând după acostare, un pluton de trupe japoneze au atacat și au distrus aproape complet patrula americană.
Ca răspuns, la 19 august, Vandegrift a trimis trei companii din Regimentul al 5-lea Marină să atace trupele japoneze concentrate la vest de Matanikau. Una dintre companii a atacat trecând sedimentele de nisip de la gura râului Matanikau în timp ce o alta a traversat râul la 1.000 m în amonte și a atacat forțele japoneze aflate în satul Matanikau. A treia a debarcat mai spre vest și a atacat satul Kokumbuna. După ce au ocupat pentru scurt timp cele două sate, cele trei companii de pușcași marini s-au întors în perimetrul Lunga, după ce au ucis 65 de soldați japonezi, pierzând doar patru. Această acțiune, denumită uneori „Prima Bătălie de la Matanikau”, a fost prima dintre mai multe acțiuni majore desfășurate în preajma râului Matanikau în timpul campaniei.
La 20 august, portavionul de escortă USS Long Island⁠(en)[traduceți] a adus două escadrile de avioane marine la Henderson Field, o escadrilă de 19 Grumman F4F Wildcats, și o escadrilă de 12 SBD Dauntlessuri. Avioanele de la Henderson au căpătat porecla de "Cactus Air Force" (CAF) după numele de cod al Aliaților dat insulei Guadalcanal. Avioanele marine de vânătoare au intrat în acțiune chiar a doua zi, atacând unul din bombardierele japoneze care loveau zilnic. La 22 august, cinci avioane P-400 Airacobra și piloții lor au sosit la Henderson Field.

### Cărți
- Alexander, Joseph H. (2000). Edson's Raiders: The 1st Marine Raider Battalion in World War II. Naval Institute Press. ISBN 1-55750-020-7.
- Bergerud, Eric M. (1997). Touched with Fire: The Land War in the South Pacific. Penguin. ISBN 0-14-024696-7.
- Clemens, Martin (2004 (reissue)). Alone on Guadalcanal: A Coastwatcher's Story. Bluejacket Books. ISBN 1-59114-124-9. Verificați datele pentru: |date= (ajutor)
- Crenshaw, Russell Sydnor (1998). South Pacific Destroyer: The Battle for the Solomons from Savo Island to Vella Gulf. Naval Institute Press. ISBN 1-55750-136-X.
- Dull, Paul S. (1978). A Battle History of the Imperial Japanese Navy, 1941-1945. Naval Institute Press. ISBN 0-87021-097-1.
- Evans, David C. (1986 (2nd Edition)). „The Struggle for Guadalcanal”. The Japanese Navy in World War II:  In the Words of Former Japanese Naval Officers. Annapolis, Maryland: Naval Institute Press. ISBN 0-87021-316-4. Verificați datele pentru: |date= (ajutor)
- Frank, Richard (1990). Guadalcanal: The Definitive Account of the Landmark Battle. New York: Random House. ISBN 0-394-58875-4.
- Griffith, Samuel B. (1963). The Battle for Guadalcanal. Champaign, Illinois, USA: University of Illinois Press. ISBN 0-252-06891-2.
- Hadden, Robert Lee. 2007. "The Geology of Guadalcanal: a Selected Bibliography of the Geology, Natural History, and the History of Guadalcanal." Arhivat în 6 decembrie 2010, la Wayback Machine. Alexandria, VA: Topographic Engineering Center. 360 pages. Lists sources of information regarding the bodies of the US Marines of the Lt Col. Frank B. Goettge Reconnaissance patrol that was ambushed in August 1942.
- Hammel, Eric (1999). Carrier Clash: The Invasion of Guadalcanal & The Battle of the Eastern Solomons August 1942. St. Paul, MN, USA: Zenith Press. ISBN 0760320527.
- Hammel, Eric (1999). Carrier Strike: The Battle of the Santa Cruz Islands, October 1942. Pacifica Press. ISBN 0-935553-37-1.
- Hara, Tameichi (1961). Japanese Destroyer Captain. New York & Toronto: Ballantine Books. ISBN 0-345-27894-1.
- Hayashi, Saburo (1959). Kogun: The Japanese Army in the Pacific War. Marine Corps. Association. ASIN B000ID3YRK.
- Jersey, Stanley Coleman (2008). Hell's Islands:  The Untold Story of Guadalcanal. College Station, Texas: Texas A&M University Press. ISBN 1-58544-616-5.
- Kilpatrick, C. W. (1987). Naval Night Battles of the Solomons. Exposition Press. ISBN 0-682-40333-4.
- Loxton, Bruce (1997). The Shame of Savo: Anatomy of a Naval Disaster. Australia: Allen & Unwin Pty Ltd. ISBN 1-86448-286-9.
- Lundstrom, John B. (2005 (New edition)). The First Team And the Guadalcanal Campaign: Naval Fighter Combat from August to November 1942. Naval Institute Press. ISBN 1-59114-472-8. Verificați datele pentru: |date= (ajutor)
- Manchester, William (1979). Goodbye, Darkness A Memoir of the Pacific. Boston: Little, Brown, and Company. ISBN 0-316-54501-5.
- McGee, William L. (2002). The Solomons Campaigns, 1942-1943: From Guadalcanal to Bougainville--Pacific War Turning Point, Volume 2 (Amphibious Operations in the South Pacific in WWII). BMC Publications. ISBN 0-9701678-7-3.
- Miller, Thomas G. (1969). Cactus Air Force. Admiral Nimitz Foundation. ISBN 0-934841-17-9.
- Morison, Samuel Eliot (1958). The Struggle for Guadalcanal, August 1942 – February 1943, vol. 5 of History of United States Naval Operations in World War II. Boston: Little, Brown and Company. ISBN 0-316-58305-7.
- Murray, Williamson (2001). A War To Be Won: Fighting the Second World War. United States of America: Belknap Press. ISBN 0-674-00680-1.
- Peatross, Oscar F. (1995). Bless 'em All: The Raider Marines of World War II. Review. ISBN 0965232506.
- Rottman, Gordon L. (2005). Japanese Army in World War II: The South Pacific and New Guinea, 1942-43. Oxford and New York: Osprey. ISBN 1-84176-870-7.
- Smith, Michael T. (2000). Bloody Ridge: The Battle That Saved Guadalcanal. New York: Pocket. ISBN 0-7434-6321-8.
- Toland, John (2003 (1970)). The Rising Sun:  The Decline and Fall of the Japanese Empire, 1936-1945. New York: The Modern Library. ISBN 0-8129-6858-1. Verificați datele pentru: |date= (ajutor)

### Web
- Anderson, Charles R. (1993). „Guadalcanal” (brochure). U.S. Government Printing Office. Accesat în 9 iulie 2006.
- Bullard, Steven (translator) (2007). Japanese army operations in the South Pacific Area New Britain and Papua campaigns, 1942–43. Senshi Sōshō (translated excerpts). Canberra: Australian War Memorial. ISBN 9780975190487.
- Hough, Frank O. (Unknown date). „Pearl Harbor to Guadalcanal”. History of U.S. Marine Corps Operations in World War II. Accesat în 16 mai 2006. Verificați datele pentru: |date= (ajutor)
- Miller, John, Jr. (1959). „Cartwheel: The Reduction of Rabaul”. United States Army in World War II: The War in the Pacific. Office of the Chief of Military History, U.S. Department of the Army. p. 418. Accesat în 20 octombrie 2006.
- Miller, John Jr. (1949). „Guadalcanal:  The First Offensive”. United States Army in World War II. Accesat în 4 iulie 2006.
- Parshall, Jon. „Imperial Japanese Navy Page (Combinedfleet.com)”. Accesat în 14 iunie 2006.
- Shaw, Henry I. (1992). „First Offensive: The Marine Campaign For Guadalcanal”. Marines in World War II Commemorative Series. Accesat în 25 iulie 2006.
- U.S. Navy. „Chapter XXV:  Campaign in the Solomons”. Building the Navy's Bases in World War II:  History of the Bureau of Yards and Docks and the Civil Engineer Corps, 1940-1946. U.S. Department of the Navy, Bureau of Yards and Docks. Accesat în 8 decembrie 2006.
- Zimmerman, John L. (1949). „The Guadalcanal Campaign”. Marines in World War II Historical Monograph. Accesat în 4 iulie 2006.